# Abraham Kasinski
Abraham Kasinski Neto (São Paulo, 11 de julho de 1917 — São Paulo, 9 de fevereiro de 2012) foi um empresário brasileiro. Foi um pioneiro na fabricação de autopeças no Brasil, é conhecido principalmente por ter sido fundador da fabricante de amortecedores Cofap e da extinta fabricante de motos Kasinski.

## Biografia
A história de um dos maiores empresários do Brasil – que adotou o apelido Abrão por ser mais fácil de pronunciar e a terminação ‘y’ aos 80 anos por causa da numerologia, mas nos documentos dele e de seu pai o sobrenome aparecia das duas formas. Abraham Kasinsky foi o caçula de quatro filhos de um casal de imigrantes judeus russos. Criado na loja de autopeças do pai, o empresário "aumentou" a idade em dois anos para poder cursar a faculdade de Economia. Em 1951, ele pressentiu que a empresa estava com os dias contados se continuasse dependendo de produtos importados. Abandonou loja de autopeças da família, que já era uma grande rede em 1951, aos 33 anos, para fundar a fábrica de componentes automotivos Cofap, cujo carro-chefe era o amortecedor. Para quem não lembra da marca, fica mais fácil trazer a recordação da premiada campanha publicitária de Washington Olivetto em que um cachorro da raça dachshund, apelidado posteriormente de “Cofapinho”, fazia manobras audaciosas de capacete com um carrinho pelas curvas de um parque.

No início dos anos 90, a Cofap chegou a empregar 18 mil trabalhadores e exportar para 97 países, com faturamento anual de US$ 1 bilhão.
Em 6 de agosto de 1993, o empresário criou a Fundação Abraham Kasinski, e deu início à construção do atual Colégio Barão de Mauá, com a missão de promover o desenvolvimento humano através da educação, capacitação profissional, educação ambiental, cultura e lazer, na expectativa de despertar o indivíduo para o exercício da cidadania.
A personalidade e o pulso fortes de Abraham Kasinsky fizeram do Grupo Cofap o maior da América Latina no setor de autopeças, com 20 empresas que exportavam para 92 países. Também construiu fábrica na Europa e nos Estados Unidos. Porém, o negócio de sucesso enfraqueceu quando Kasinsky perdeu parte de suas ações devido a brigas com ex-mulher e filhos. Além dos conflitos, a situação foi agravada pelo início da globalização e, em 11 de julho de 1997, data em que completaria 80 anos, assistiu a seu império ser vendido aos gigantes grupos italiano Magneti Marelli e alemão Mahle.
Foi o fundador do Instituto de Estudos para o Desenvolvimento Industrial (IEDI).
Apesar da desestruturação de sua vida, Kasinsky não olhou para trás e, aos 80 anos, recomeçou tudo com foco em uma antiga paixão: a motocicleta. Em 1999 fundou a Kasinski (com i), uma fábrica de motocicletas, motonetas, ciclomotores e utilitários de pequeno porte, na Zona Franca de Manaus.. Mais uma vez, Washington Olivetto entra em cena e coloca o "seu Abrão" sobre uma moto em um globo da morte, aos 85 anos, para fincar a marca na cabeça do brasileiro. Dez anos depois, em meados de julho daquele ano, a empresa é vendida para o grupo chinês Zongshen, que formou a CR Zongshen.
Desde 2014, a CR Zongshen não opera mais no Brasil.

## Morte
Abraham Kasinsky morreu em 9 de fevereiro de 2012 e foi enterrado no Cemitério Israelita do Butantã, em São Paulo.